# Nicola Bellomo
Nicola Bellomo, né le 18 février 1991 à Bari, est un footballeur italien. Il joue au poste de milieu de terrain au SSC Bari.

## Biographie
Né à Bari, Nicola Bellomo joue son premier match professionnel sous les couleurs du club de sa ville natale, le SSC Bari le 16 mai 2009 en entrant en jeu lors d'une victoire quatre buts à un contre Modene FC pour l'avant dernière journée de Serie B et participe au titre de champion.
La saison suivante, il ne prend part à aucune rencontre avec l'équipe première et est prêté à l'ASD Barletta pour la saison 2010-2011 pour faire une saison pleine en troisième division italienne. De retour de prêt, il intègre l'équipe première de Bari, redescendu depuis en Serie B.
En 2013, il signe au Torino FC où il découvre la Serie A mais après sept matchs de championnat et un but contre l'Inter Milan, il est prêté dès l'hiver en Serie B au Spezia Calcio.
Il quitte le club dès 2014 pour s'engager avec le Chievo Verone, pensionnaire de Serie A mais comme la saison précédente, après cinq matchs de championnat il est prêté au mercato hivernal à son club formateur du SSC Bari avant d'être prêté les saisons suivantes à l'Ascoli Calcio puis au LR Vicence, tous en Serie B.
Il quitte le club en 2017 pour rejoindre l'US Alexandrie Calcio mais dès l'hiver suivant pour l'US Sambenedettese, également en Serie C avant de retrouver la Serie B en 2018 avec l'US Salernitana.
En 2019, il rejoint Reggina 1914 avec qui il est champion de Serie C dès la première saison.
Il rejoint son club formateur du SSC Bari en 2022 pour un troisième passage.

## Palmarès
Il est champion de Serie B avec le SSC Bari en 2009.
Il est champion de Serie C avec le Reggina 1914 en 2020.